# Edward Mosberg

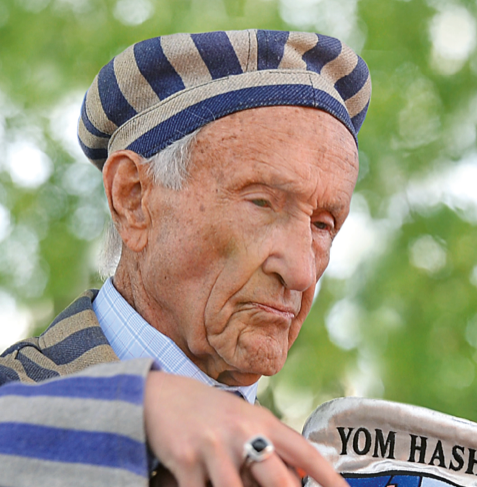
Edward Mosberg, 2017

Edward J. Mosberg (6. Januar 1926 in Krakau, Polen – 21. September 2022 in New Jersey) war ein polnisch-amerikanischer Holocaust-Überlebender und -Zeitzeuge.

## Leben
Seine Eltern waren Leiser Mosberg (geb. 1887) und Beila geb. Blumenkranz (geb. 1893). Er wuchs in Krakau auf. Nach dem Überfall auf Polen durch Hitler-Deutschland konnte die Familie nicht mehr flüchten. Sein Vater wurde auf offener Straße verhaftet und kam unter ungeklärten Umständen ums Leben. Im September 1941 wurden Edward Mosberg, seine Mutter, seine Großeltern und zwei Schwestern im Krakauer Ghetto interniert. Nach der Auflösung des Ghettos wurde er in das Konzentrationslager Plaszow überstellt, wo er im Büro des Lagerkommandanten, Hauptsturmführer der SS Amon Göth, eingesetzt wurde. Er wurde in der Folge in das KZ Mauthausen überstellt, wo er die Häftlingsnummer 85454 erhielt. Er musste Zwangsarbeit im KZ Gusen und im Hermann-Göring-Werk in Linz verrichten. In den Tagen des Untergangs des NS-Regimes versteckte er sich in einer Höhle, die mittels Dynamit gesprengt werden sollte, was aber letztlich nicht geschah. Durch diesen Zufall überlebte er.
Insgesamt starben 16 seiner Angehörigen im Zuge der Shoah – Mutter und Schwestern in Auschwitz-Birkenau, die Großeltern im Vernichtungslager Belzec.
1951 ging Edward Mosberg mit seiner Verlobten in die Vereinigten Staaten, wo er erst in New York und später in New Jersey lebte. Er bemühte sich um polnisch-jüdische Verständigung und setzte sich sehr für den Marsch der Lebenden ein, einen Gedenkmarsch, der alljährlich vom Konzentrationslager Auschwitz zum Vernichtungslager Birkenau führt. Dieser findet traditionell am Jom haScho’a statt, dem Holocaust-Gedenktag. Er war Ehrenpräsident der Stiftung From The Depths und widmete die letzten Jahre seines Lebens der Holocaust-Aufklärung. Er hielt beim Marsch der Lebenden im Mai 2022 eine Ansprache, in der er davor warnte, den russischen Überfall auf die Ukraine mit dem Holocaust zu vergleichen: „Der Holocaust war völlig anders (...) Mir tun die Leute leid, aber vergleicht das nie mit dem Holocaust.“